# Pubmed Central
Pubmed Central, i formella sammanhang PubMed Central, är en fritt tillgänglig databas för vetenskapliga publikationer inom biomedicin och biologi. Databasen är en vidareutveckling av sökmotorn Entrez för Pubmed. Pubmed Central utvecklades av United States National Library of Medicine (NLM) som ett arkiv för biomedicinska tidskriftsartiklar. Alla artiklar i PubMed Central är gratis, men vissa förlag fördröjer frisläppandet i databasen sedan den publicerats i pappersform.